# Tanzanapseudes polynesiensis
Tanzanapseudes polynesiensis is een naaldkreeftjessoort uit de familie van de Tanzanapseudidae. De wetenschappelijke naam van de soort is voor het eerst geldig gepubliceerd in 1992 door Müller.